# 3 Hydrae
3 Hydrae, eller HV Hydrae, är en roterande variabel av Alfa2 Canum Venaticorum-typ (ACV) i Vattenormens stjärnbild.
3 Hydrae varierar mellan visuell magnitud +5,72 och 5,74 med en period av 11,305 dygn. Den befinner sig på ett avstånd av ungefär 305 ljusår.